# Superman Tonight
Superman Tonight - singel zespołu Bon Jovi wydany 25 stycznia 2010 za pośrednictwem wytwórni Island Records, promujący album The Circle. Premierowe wykonanie utworu miało miejsce 12 grudnia 2009 podczas występu w programie Saturday Night Live. 
Premiera teledysku odbyła się 3 lutego 2010 w serwisie Vevo.
Singel uplasował się na 44. miejscu list przebojów w Austrii, 90. pozycji w Argentynie i 16. miejscu amerykańskiej listy Adult Top 40. 

## Spis utworów

### CD - wersja europejska
Sporządzono na podstawie materiału źródłowego.
1. "Superman Tonight" (Jon Bon Jovi, Richie Sambora, Billy Falcon) - 5:12
2. "We Weren't Born to Follow" (nagrane na żywo w BBC Radio Theatre 3 listopada 2009) (Bon Jovi, Sambora) - 4:23

### Maxisingel - wersja europejska
Sporządzono na podstawie materiału źródłowego.
1. "Superman Tonight" (Bon Jovi, Sambora, Falcon) - 5:12
2. "We Weren't Born to Follow" (nagrane na żywo w BBC Radio Theatre 3 listopada 2009) (Bon Jovi, Sambora) - 4:23
3. "Superman Tonight" (nagrane na żywo w BBC Radio Theatre 3 listopada 2009) (Bon Jovi, Sambora, Falcon) - 5:28
4. "Livin' on a Prayer" (nagrane na żywo w BBC Radio Theatre 3 listopada 2009) (Bon Jovi, Sambora, Desmond Child) - 6:36